# Гампопа
Гампопа или Дакпо Римпоче (тиб. དྭགས་པོ་ལྷ་རྗེ་, Вайли dwags-po lha-rje, кит. 達保哈解) (1079—1153) — учитель тибетского буддизма, автор многих авторитетных сочинений, один из основателей школы кагью. Его учителем был Миларепа.

## Биография
Гампопа был доктором из Дагпо. Сначала он обучался в традиции кадампа и получил учение ламрим. Затем он стал разыскивать Миларепу, в котором признал своего Учителя. Поиски заняли много лет, Миларепа его принял с большой радостью и посвятил его в высшие практики.
Гампопа стал преемником Миларепы вместе с Речунгом, Речунг при этом продолжал быть странствующим монахом, а Гампопа основал монастырь, стал активно преподавать и развивать основы монашеской практики. Он написал большое количество сочинений и провёл огромную организаторскую работу, у него было большое количество учеников.
Он свёл воедино учения Кадампы и Махамудру, полученную от Миларепы, и определил основы учения Кагью в том виде, в каком оно сохранилось до настоящего времени.
Четыре его основных ученика основали четыре подшколы учения кагью:
- Баром Дхарма Вангчук основал Баром Кагью
- Пагдру Дордже Гьялпо основал Пагдру Кагью[англ.]
- Шанг Цалпа Цонгдру Драг (1121—1193) основал Цалпа Кагью[нем.]
- Первый Кармапа Дюсум Кхьенпа (1110—1193) основал Карма Кагью, также известную как Камцанг Кагью

В свою очередь, ученики Пагдру Дордже Гьялпо организовали свои линии, из которых на данный момент существует только три: Дрикунг Кагью, Таклунг Кагью и Друкпа Кагью. Его же собственная линия (Пагдру Кагью) вымерла как религиозный институт, хотя его клан играл важную роль в светском управлении страной в последующие эпохи.